# Karbi Anglong (huyện)
Huyện Karbi Anglong là một huyện thuộc bang Assam, Ấn Độ. Thủ phủ huyện Karbi Anglong đóng ở Diphu. Huyện Karbi Anglong có diện tích 10434 ki lô mét vuông. Đến thời điểm năm 2001, huyện Karbi Anglong có dân số 812320 người.